# Limnius intermedius
Limnius intermedius là một loài bọ cánh cứng trong họ Elmidae. Loài này được Fairmaire miêu tả khoa học năm 1881.